# بوريليا تركية
بوريليا تركية (الاسم العلمي: Borrelia turcica) هي نوع من البكتيريا تتبع جنس البوريليا من الفصيلة البوريلية.